# Никольская улица (Санкт-Петербург)
Нико́льская улица — проезд в МО Шувалово-Озерки, в Выборгском районе Санкт-Петербурга, на территории исторического района Шувалово. Проходит от Елизаветинской улицы (на севере) до стыка Первомайской улицы и Славянской набережной.

## История
Никольская улица известна с 1889 года. Название произошло от имени одного из Шуваловых, семья которого владела этой местностью (Шувалово).

## Пересечения
Никольская улица ограничивается Елизаветинской улицей и стыком Первомайской улицы и Славянской набережной. На всём протяжении Никольская улица не пересекает другие улицы. К Никольской улице примыкает безымянный проезд, соединяющий её с Большой Озёрной улицей, а также Межозёрная улица.

## Транспорт
По Никольской улице не осуществляется движение общественного городского транспорта.
Ближайшая станция метро — «Озерки» 2-й (Московско-Петроградской) линии Петербургского метрополитена.
Ближайшие автобусные остановки на Новоорловской улице: «Улица Сегалева» и «Железнодорожная станция Шувалово». В обоих пунктах остановку осуществляет автобус, следующий по маршруту № 38.
Западнее Никольской улицы расположена станция «Шувалово» Октябрьской железной дороги.

## Достопримечательности
- Гидрографические объекты Шувалова: Среднее Суздальское озеро, Нижнее Большое Суздальское озеро.